# キョウワグループ
キョウワグループは、福島県福島市を中心に展開するビルメンテナンス事業グループ。

## グループ企業
- キョウワプロテック（株）（福島市五月町3-20 協和第一ビル）
- キョウワセキュリオン（株）（※上記の住所と同じ）
- アーバンプロジェクト（株）（※上記の住所と同じ）
- （株）アダックス（※上記の住所と同じ）
- キョウワセキュリオン㈱北日本本部（宮城県仙台市青葉区花京院2-1-14(花京院ビルディング14F)）
- （株）AKS（福島県喜多方市押切3-59）

各ゾーン本部
- 北日本ゾーン本部（宮城県仙台市青葉区中央2-9-27(プライムスクエア広瀬通4F)）
- 東日本ゾーン本部（東京都中央区東日本橋3-12-11(アヅマビル3F)）
- 西日本ゾーン本部（大阪府大阪市西区西本町1-6-8(SSビル本町西6F)）
- キョウワグループ本部（福島県福島市五月町3-20 協和第一ビル）

北日本ゾーン
- 北東北支社（岩手県盛岡市菜園1-3-6(農林会館7F)）
- 道内支店（北海道札幌市中央区南1条東1丁目5(大通り丸紅ビル1号館3F)）
- 札幌事業所（※上記の住所と同じ）
- 室蘭出張所（北海道室蘭市舟見町2-86-17）
- 青森事業所（青森県青森市長島2-1-5(みどりやビル8F)）
- 秋田事業所（秋田県秋田市山王4-6-26(山王9Kビル2F)）
- 奥州支店（岩手県盛岡市菜園1-3-6(農林会館7F)）
- 岩手事業所（※上記の住所と同じ）
- 一関事業所（岩手県一関市山目泥田山下48）
- 東北支社（宮城県仙台市青葉区中央2-9-27(プライムスクエア広瀬通4F)）
- 仙台中央支店（※上記の住所と同じ）
- 仙台中央事業所（※上記の住所と同じ）
- 仙台南事業所（宮城県仙台市青葉区一番町2-8-18(仙台中央ビル9F)）
- キョウワセキュリティー（株）北日本本部（宮城県仙台市青葉区花京院2-1-14(花京院ビルディング14F)）
- 山形支店（山形県山形市旅篭町3-1-4(食糧会館5F)）
- 山形事業所（※上記の住所と同じ）
- 山形北事業所（山形県東根市神町南3-1-1）
- 福島支社（福島県福島市五月町3-20(協和第一ビル)）
- 福島支店（※上記の住所と同じ）
- 福島事業所（福島県福島市五月町3-20(協和第一ビル2F)）
- エンジニア事業部福島西出張所（福島県福島市佐倉下字二本榎2）
- スクールSP事業所（福島県福島市森合町8-19(司会館2F)
- 二本松事業所（福島県二本松市木幡字東和代34-1）
- 県南支店（福島県郡山市鶴見坦1-14-5(内藤ビル)）
- 郡山事業所（※上記の住所と同じ）
- 会津喜多方事業所（福島県会津若松市滝沢町6-25(アルザ3F)）
- 白河出張所（福島県白河市菅生館25-15）
- いわき出張所（福島県いわき市小島町3-3-5(山一ビル2F)）